# Weinmannia tomentosa
Weinmannia tomentosa är en tvåhjärtbladig växtart som beskrevs av Carl von Linné d.y.. Weinmannia tomentosa ingår i släktet Weinmannia och familjen Cunoniaceae. Inga underarter finns listade i Catalogue of Life.